# Powstania śląskie na terenie Rybnika i powiatu rybnickiego
Powstania śląskie na terenie Rybnika i powiatu rybnickiego – trzy konflikty zbrojne na Górnym Śląsku, które miały miejsce również w Rybniku oraz na terenie powiatu rybnickiego między ludnością polską i niemiecką, trwające w latach 1919–1921. Odbyły się one w okresie formowania się Państwa Polskiego po zakończeniu I wojny światowej.

## I i II powstanie śląskie
Na początku 1919 roku w oparciu o istniejącą od 1918 roku Obronę Górnego Śląska powstała w mieście rybnicka komórka Polskiej Organizacji Wojskowej Górnego Śląska, która otrzymała uzbrojenie od 7 Dywizji Piechoty dowodzonej przez Franciszka Latinika i stacjonującej wówczas na Śląsku Cieszyńskim. 
Podczas I powstania śląskiego, w nocy z 17 na 18 sierpnia 1919 r. powstańcy spod Rybnika (z Boguszowic, Chwałowic i Gotartowic) pod dowództwem Wincentego Motyki rozbili placówkę niemieckiego Grenzschutzu w dworze w Gotartowicach. Oddziały te wspomagali ochotnicy z Ligoty Rybnickiej pod dowództwem A. Szymury, którzy rozbroili idący z pomocą jeden z oddziałów wchodzących w skład Freikorpsu Hasse. Powstańcy byli zmuszeni zakończyć prowadzenie walk w obliczu przewagi sił wroga. 24 sierpnia 1919 r. komendant powstania, por. Alfons Zgrzebniok wydał rozkaz zaprzestania walk. Pierwszy zryw powstańców, choć zakończył się przegraną przygotował podstawy pod kolejne bunty na Śląsku.
Po zakończeniu I powstania śląskiego ze strony władz niemieckich nastąpił okres brutalnych nagonek i polowań na uczestników zbrojnej rebelii, postrzeganej przez rząd niemiecki jako zdrada stanu. Licznie aresztowani powstańcy zostali wypuszczeni na wolność w wyniku amnestii ogłoszonej przez władze niemieckie w dniu 1 października 1919 r.
Pod koniec stycznia 1920 r. rozpoczął się wyjazd wojsk niemieckich z Rybnika. W ten sposób na śląskim obszarze plebiscytowym wcielano w życie nakaz władz zwycięskich państw sojuszniczych o rozwiązaniu wszystkich organizacji paramilitarnych i wycofaniu regularnych formacji wojsk niemieckich.
4 lutego 1920 r. do Rybnika wkroczyły pierwsze pododdziały francuskich strzelców alpejskich wchodzące w skład korpusu wojsk sojuszniczych Francji, Anglii i Włoch, których zadaniem było pilnowanie porządku w mieście w związku z planowanym przeprowadzeniem Plebiscytu na Górnym Śląsku. Dowodził nimi włoski pułkownik Pesenti, któremu Międzysojusznicza Komisja Rządząca i Plebiscytowa w Opolu powierzyła również funkcję kontrolera (administratora) powiatowego. Zastępcą na tym urzędzie mianowany został Francuz, kapitan Lalanne.
Podczas II powstania śląskiego ze względu na stacjonowanie w mieście oddziałów alianckich, powstańcy ograniczyli się jedynie do blokowania Rybnika.

## Plebiscyt w Rybniku
W napiętej atmosferze dnia 20 marca 1921 r. odbył się plebiscyt na Górnym Śląsku. W Rybniku zdecydowana większość (71% albo 4714) głosowała za Niemcami, natomiast w powiecie Rybnik 65%, albo 52347 głosów ważnych oddano za przyłączeniem do Polski i 27919 (35%) za pozostaniem w Niemczech.
Przewodniczącym Polskiego Komisariatu Plebiscytowego na terenie Rybnika był zasłużony dla sprawy polskiej prawnik Marian Różański. Rybnicki oddział polskiego komisariatu miał siedzibę w kamienicy pod numerem drugim przy ulicy św. Jana. Oprócz Różańskiego w komisariacie działali dr Feliks Biały, Alojzy Prus, Maksymilian Basista, Ludwik Piechoczek, redaktor Artur Trunkhardt i wielu innych.

## III powstanie śląskie
Rybniccy powstańcy czynnie włączyli się do walki. Należeli do Grupy Południe, którą dowodził Bronisław Sikorski (pseudonim „Cietrzew”). Rybnicki Pułk Powstańczy walczył pod dowództwem kpt. Janusza Wężyka, a od 20 maja 1921 r. kpt. Władysława Szczerbiec-Ciepielewskiego. Dowódcą 1 baonu był Paweł Staniek zastąpiony przez Augustyna Bielaczka, 2 baonu był Józef Płaczek, 3 baonu Franciszek Marszolik.
W nocy z 2 na 3 maja 1921 r. Józef Płaczek, dowódca 2. batalionu 5. Rybnickiego Pułku Piechoty wydał rozkaz natarcia na Rybnik od strony południowej i zachodniej oraz opanowania Zakładu dla Umysłowo Chorych. Zgodnie z tym nim wszystkie oddziały wymaszerowały w wyznaczonym kierunku o godzinie 3.15 nad ranem do sztabu nadszedł meldunek o zajęciu pozycji bojowych wokół miasta. Stan osobowy rybnickiego batalionu liczył 620 uzbrojonych ludzi, był wspierany przez drugi batalion Żorskiego pułku powstańczego.
1 lipca 1921 r. pułk rybnicki zakończył swoją misję w III powstaniu śląskim w związku z zawartym w dniu 25 czerwca 1921 r. przez strony konfliktu zobowiązania o wycofaniu wojsk z terenu plebiscytowego.

### Opanowanie miasta
Powstańcy do Rybnika wkroczyli 3 maja 1921 r. ok. godz. 4 nad ranem. Józef Ostroga ze swymi ludźmi zajął dworzec kolejowy, Józef Ochojski i jego żołnierze budynek poczty, Józef Kopiec ze swoim plutonem gmach sądu, natomiast jedna z drużyn zajęła drukarnię Bartela. W ciągu zaledwie jednej godziny prawie cały Rybnik – z wyjątkiem Paruszowca i szpitala psychiatrycznego – znalazł się w rękach powstańców. Żołnierze na rynku ułożyli karabiny w kozły i urządzili krótki odpoczynek połączony z posiłkiem. Na wieży ratusza powieszona została biało-czerwona flaga.
Po zajęciu miasta powstańcy przystąpili do rewizji gmachów instytucji publicznych, probostwa i kościoła ewangelickiego oraz domów prywatnych, w celu przejęcia ukrytej broni, amunicji oraz zatrzymania członków bojówek niemieckiej samoobrony. Aresztowano wielu mieszkańców, kupców, a nawet rybnickiego pastora Paula Reinholda. Zatrzymani zostali osadzeni w sali posiedzeń rady miejskiej ratusza, pełniącego rolę aresztu tymczasowego.

### Walka o Paruszowiec
Rybniccy powstańcy przez ponad 24 godziny prowadzili walkę o opanowanie Paruszowca, na terenie którego znajdowały się liczne zakłady przemysłowe. 
W trakcie zwycięskiego biwaku na rybnickim rynku, dowódca 2. batalionu 2. Żorskiego pułku powstańczego Nikodem Sobik odebrał meldunek, że rybnicki 3. pluton 6. kompanii wojsk powstańczych nie zajął dotąd Paruszowca, zaciekle bronionego przez miejscowych członków niemieckiej samoobrony. Powstańcy natychmiast wyruszyli z pomocą walczącym kolegom, którzy bezskutecznie atakowali przeciwnika okopanego za nasypem kolejowym.
Z późniejszej relacji Nikodema Sobika wynika, że oddziały powstańcze wpadły w niemiecką zasadzkę, gdy ponad nasypem kolejowym ukazała się biała flaga, co zostało przyjęte jako akt kapitulacji ze strony nieprzyjaciela. Gdy część żołnierzy powstańczych zbliżyła się w stronę nasypu, padli ofiarą silnego ostrzału ze strony niemieckiej samoobrony. Kilku powstańców zginęło, wielu zostało rannych.
Rybniccy powstańcy wycofali się spod niemieckiego ostrzału, po czym otoczyli pobliski teren, a następnie po intensywnym ostrzale przypuścili szturm na wrogie pozycje. Dopiero nad ranem 4 maja 1921 r. po krwawych walkach z samoobroną niemiecką oddziały powstańcze opanowały Paruszowiec. 
Po stronie powstańców poległo sześciu ludzi (Antoni Patron lat 21, Emanuel Szymura lat 22, Piotr Nolepa lat 23, Franciszek Szewczyk lat 24, Wilhelm Pustelny lat 21 oraz Józef Masłowski lat 24), poważniejsze rany odniosło 15 żołnierzy. Po stronie samoobrony niemieckiej było 18 zabitych, wielu odniosło rany lub dostało się do niewoli, inni ukryli się w familokach, wobec czego powstańcy zarządzili kilkugodzinny stan oblężenia dla całej okolicy.
Po opanowaniu Paruszowca o godzinie 6 rano batalion II pułku Nikodema Sobika ruszył na linię frontu utworzoną wzdłuż brzegu Odry w okolicach Raciborza.

### Oblężenie szpitala psychiatrycznego
Gdy rankiem 3 maja 1921 r. niemal cały Rybnik znajdował się już w rękach powstańców, w Zakładzie dla Umysłowo Chorych przy ulicy Gliwickiej w towarzystwie setek pacjentów szpitala schroniło się ponad 600 dobrze uzbrojonych osób z proniemieckich oddziałów, w tym dwie kompanie żołnierzy włoskich. W szpitalu schronienie znalazły również liczne rodziny niemieckie, obawiające się represji ze strony powstańców.
Po 11 dniach oblężenia, powstańcy przejęli kontrolę nad terenem Zakładu dla Umysłowo Chorych. W trakcie walk o szpital psychiatryczny poległo trzech powstańców: Ludwik Groborz i Alojzy Słowieński, obaj z Orzepowic, oraz oficer policji polskiej kapitan Walter Larysz, zaś ciężko ranny został plutonowy Józef Ostroga. Po stronie przeciwnej życie straciło dwóch żołnierzy włoskich. 
W efekcie zawartego rozejmu, wczesnym rankiem 14 maja 1921 r. w osłonie wojsk koalicyjnych ulicami miasta na rybnicki dworzec kolejowy przemaszerowało kilkaset osób ukrywających się w szpitalu psychiatrycznym, w tym 300 cywilnych mieszkańców Rybnika narodowości niemieckiej. Pociąg składający się z 20 wagonów wywiózł ich w kierunku Raciborza, znajdującego się ciągle w strefie wpływów niemieckich. Za bezpieczny transport obywateli niemieckich odpowiadały wojska włoskie i francuskie. Do celu ostatecznie dotarły jedynie kobiety, dzieci i mężczyźni do 18. i powyżej 45. roku życia. Reszta pasażerów pociągu została zatrzymana przez powstańców w okolicach Markowic pod Raciborzem.

### Potężny wybuch na dworcu kolejowym
22 czerwca 1921 r. około godz. 18:15 mieszkańcy Rybnika i okolic usłyszeli potężną eksplozję. W pobliżu rybnickiego dworca kolejowego eksplodowało osiem ton materiałów wybuchowych, które były załadowane w czterech wagonach stojących na bocznicy dworca. Na godzinę przed eksplozją przyczepiono je do pociągu towarowego, który niebawem miał ruszyć w dalszą drogę.
Potężna eksplozja wywołała silną falę uderzeniową, powodującą zniszczenia w promieniu kilkuset metrów od miejsca wybuchu (w samym śródmieściu Rybnika szyby wypadły w ponad stu sklepowych oknach wystawowych). Uszkodzeniu uległo m.in. gimnazjum przy ulicy Kościuszki (zerwany został dach, runął murowany parkan, zniszczona została hala sportowa) oraz odległy kościół św. Antoniego (popękały mury, jedna z wież uległa przechyleniu).
Wskutek wybuchu materiałów wybuchowych zginęły cztery osoby, w tym dwóch powstańców pilnujących niebezpiecznego ładunku, rannych zostało dwanaście osób.
Przyczyny wybuchu nigdy nie ustalono, nie jest również jasne w jakim celu transportowano tak ogromną ilość ładunków wybuchowych. Władze powstańcze twierdziły, że w wagonach tych przewożono materiały wybuchowe dla kopalń, natomiast niemieckie gazety donosiły o transporcie amunicji dla oddziałów powstańczych.